# Djúpvegur
La Djúpvegur (61) è una strada che segue la costa settentrionale della penisola Vestfirðir in Islanda. Partendo dalla Hringvegur nei pressi di Reykhólar, punta verso nord lungo in direzione di Hólmavík, per poi raggiungere Ísafjörður ed infine Bolungarvík. Il percorso originario, fino al 2009, originava dalla Hringvegur nei pressi di Borðeyri e, costeggiando il versante orientale del Vestfirðir, si congiungeva all'attuale 61 nei pressi di Hólmavík: tale percorso, dal 1º settembre 2009, è stato classificato come strada 68 "Innstrandavegur".

## Galleria d'immagini

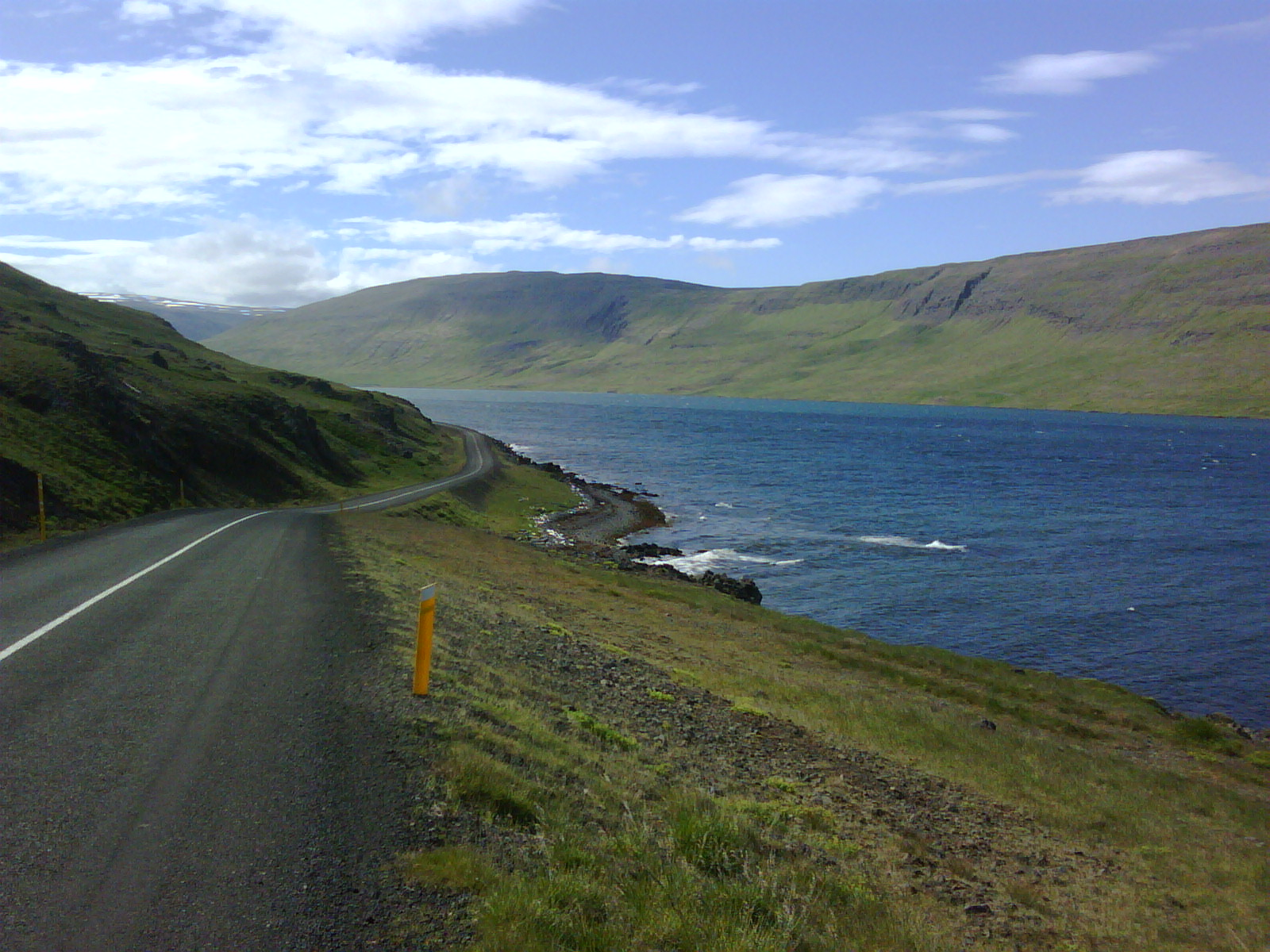
Inizio della 61
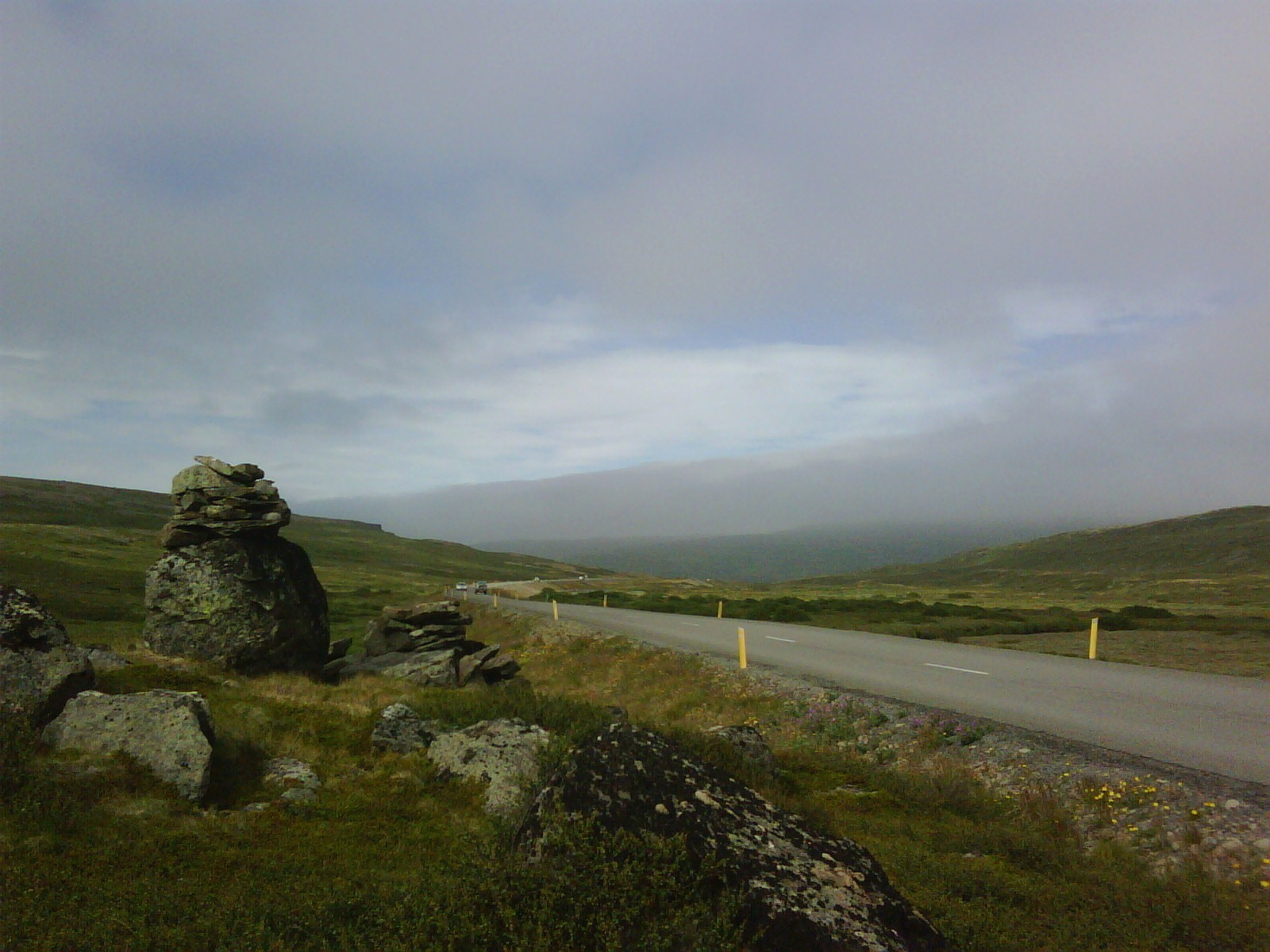
Passo lungo la 61
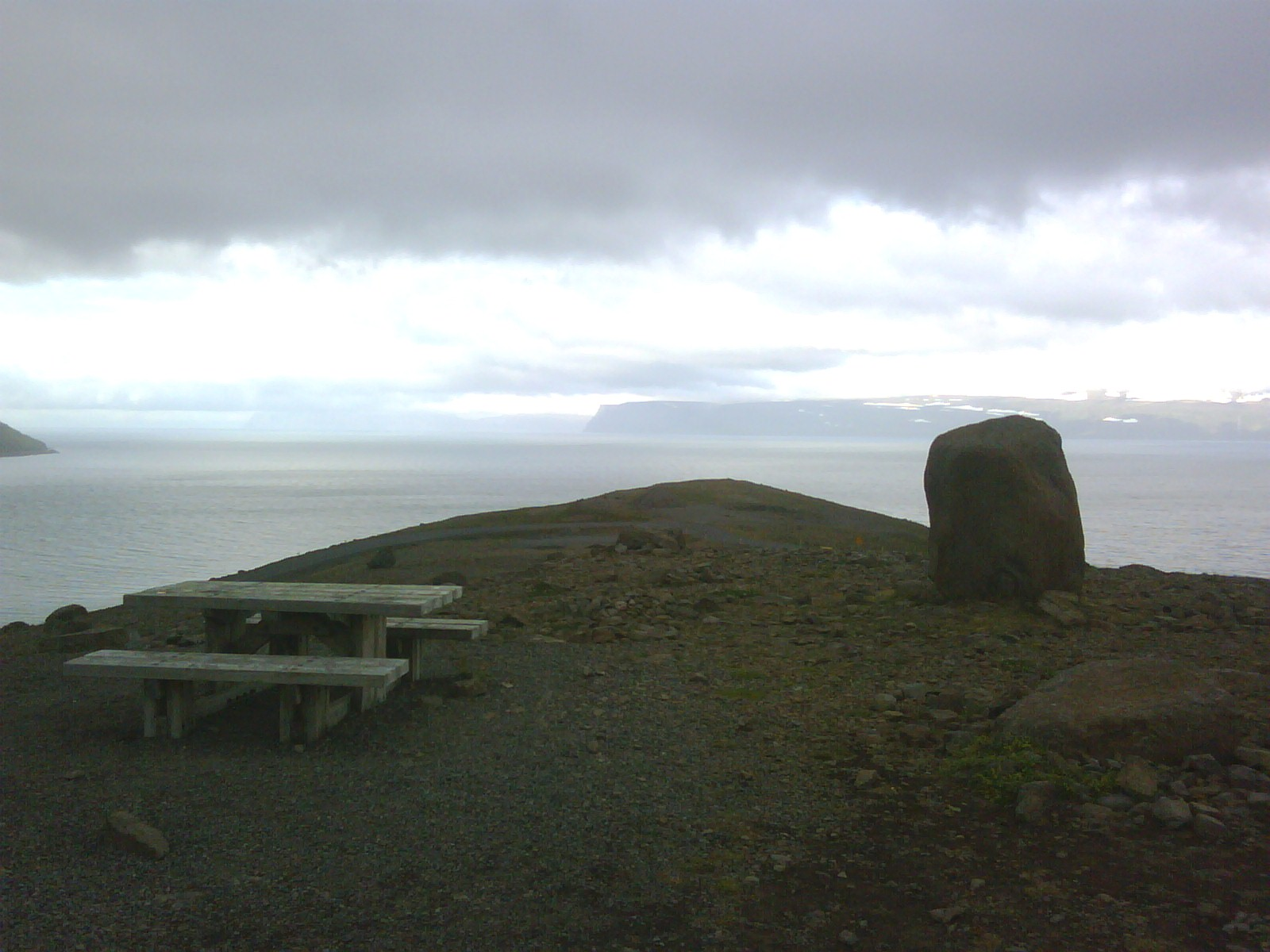
Promontorio lungo la 61
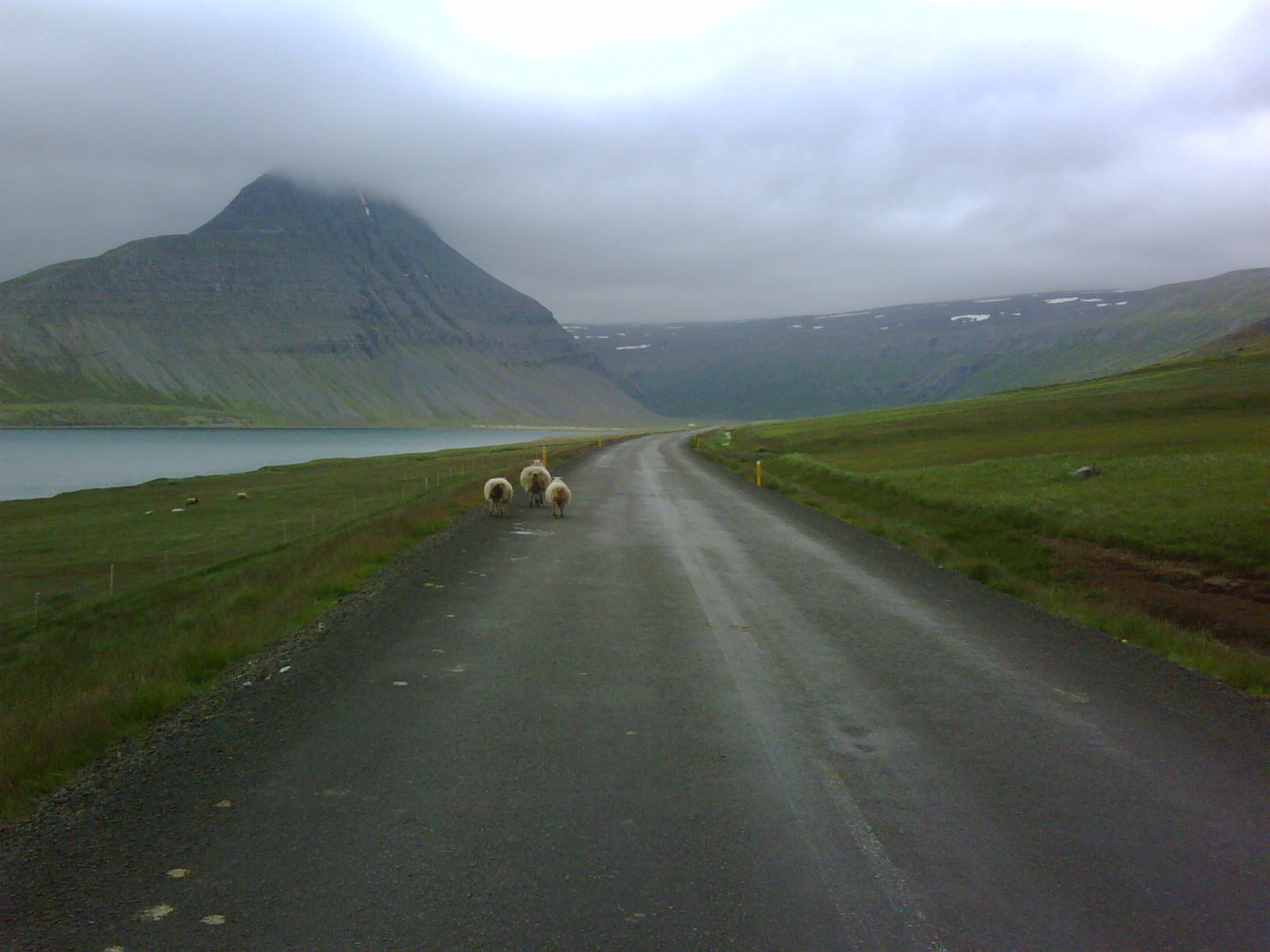
Fiordo lungo la 61
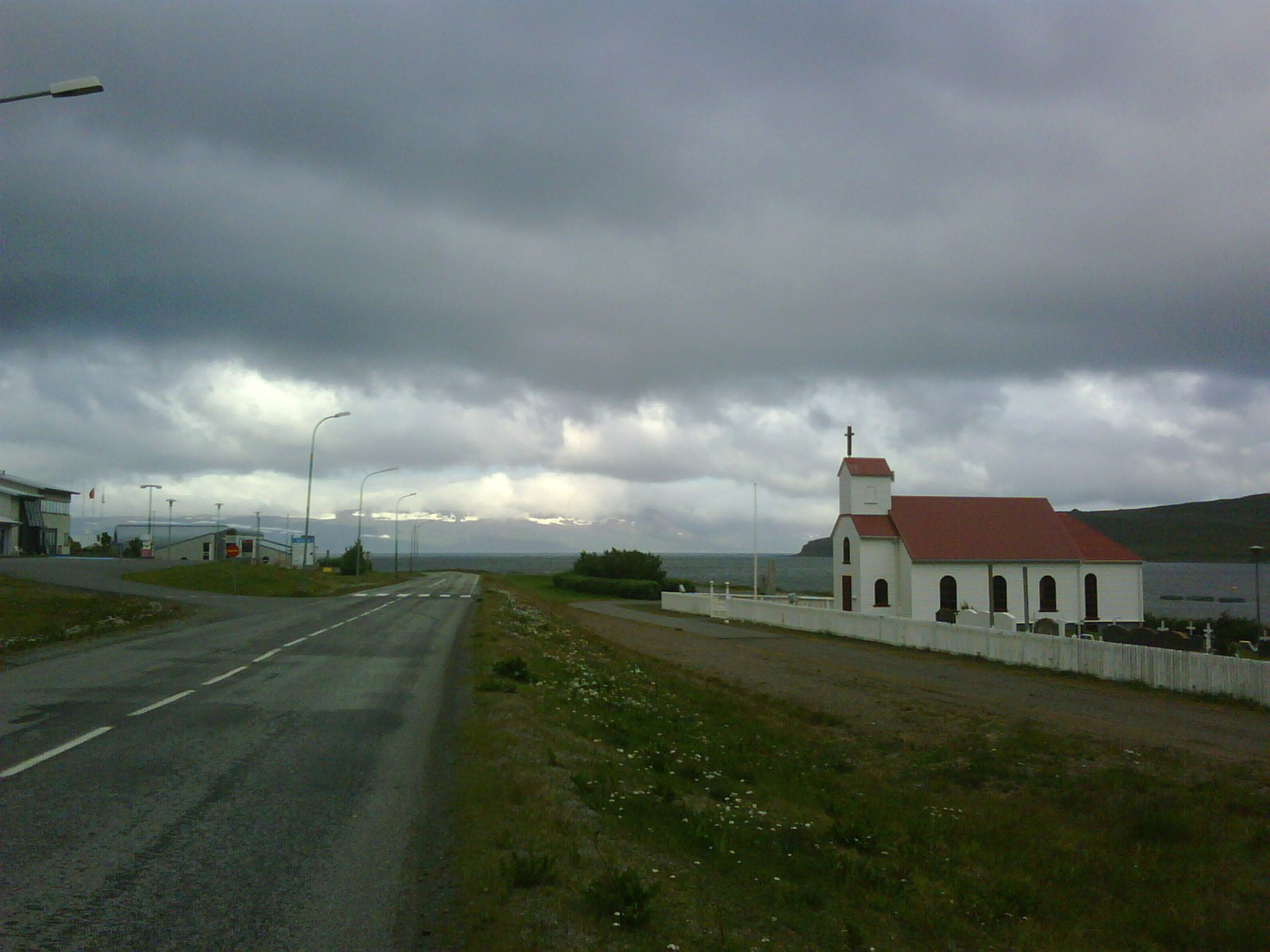
Chiesa di Súðavík lungo la 61